# Les Quatre-Routes-du-Lot

Les Quatre-Routes-du-Lot este o comună în departamentul Lot din sudul Franței. În 2009 avea o populație de 679 de locuitori.

## Evoluția populației
| An        | 1975 | 1982 | 1990 | 1999 | 2006 | 2009 |
| --------- | ---- | ---- | ---- | ---- | ---- | ---- |
| Populație | 671  | 632  | 588  | 580  | 632  | 679  |